# Anarchisme romantique
L'anarchisme romantique est un courant libertaire reprenant des idées romantiques. Selon le politologue Edouard Jourdain, l'anarchisme que l’on pourrait qualifier de « romantique » allie un certain vitalisme, où sont louées les forces de la vie et celles de la destruction, à une sorte de millénarisme à la fois apocalyptique et rédempteur. Nous retrouvons deux exemples de cette sensibilité particulièrement chez des auteurs du XIXe siècle tels que Ernest Cœurderoy et Joseph Déjacque. Par certains aspects, des anarchistes tels que Louise Michel ont également une certaine sensibilité à ce romantisme libertaire.

## Ernest Cœurderoy et la révolution par les Cosaques
Ernest Cœurderoy (1825-1862) est un médecin marqué par la pensée de Charles Fourier, de Pierre Leroux et le proudhonisme. Condamné par contumace à la déportation par la Haute Cour de Versailles en 1849 après sa participation à la révolution de 1848, il vivra en tant que proscrit, s’exilant notamment en Suisse, en Espagne ou en Italie. Dans son livre Hurrah ! Ou la révolution par les cosaques paru en 1854, Coeurderoy écrit d'une manière poétique et excessive avec des accents millénaristes. Il envisage l’avènement d’une nouvelle société grâce au déferlement des "barbares", des slaves et des cosaques contre la civilisation : 
« Quand viendront les Cosaques, les beaux Slaves exempts de préjugés, ils liront mes livres et les feront lire à leurs enfants, et diront : Cet homme voyait clair ! Et l’Invasion détruira par le fer de sa lance les barrières intellectuelles qui séparaient les nations ; dans ses bras géants elle prendra tous les hommes et les poussera les uns contre les autres. Et l’Idée frémissante, indomptée, suivra les peuples en marche, les peuples libres d’épouvantements ! Pazienza ! La dernière heure des nuits est toujours la plus noire. Le bruit de la tempête est loin derrière moi. Le Printemps nous apporte dans les plis de sa robe la fraîcheur et le murmure des ruisseaux argentés. À l’Orient s’élève la fanfare des trompettes ; le canon gronde dans les monts sourcilleux ; le coursier d’Ukraine a bondi sous son cavalier qui chante : Salut au jour naissant !! » 
L’apologie de cette violence destructrice venue de l’Orient a pu choquer, notamment Alexandre Herzen, dont les écrits sur la Russie l’auraient inspiré.  Pour Enerst Coeurderoy cette apologie d'une violence destructrice venant de l’Orient, pourrait contribuer à émanciper l'humanité. La destruction serait un préalable à la reconstruction d’un nouveau monde acquis aux principes d’un humanisme libertaire. Dans ses Jours d'Exil, il y écrit ceci :
« Il n’y aura place au soleil pour tous les peuples et pour tous les individus que lorsque les gouvernements et les circonscriptions territoriales auront disparu. Dans les âges futurs, il n’y aura plus qu’une seule nation, l’HUMANITÉ, et qu’un seul citoyen, l’HOMME, libre de s’associer avec tel ou tel groupe de ses semblables, sans y être contraint par la naissance, le hasard des batailles ou le bon plaisir de ceux qui commandent. »

## Joseph Déjacque et le projet de l'Humanisphère
Avec sans doute moins de verve poétique et moins de virulence qu'Ernest Coeurderoy, nous avons également l'exemple de Joseph Déjacque qui a également joué un rôle actif durant de la révolution de 1848, et fut l’un des premiers anarchistes à adopter une position clairement féministe, critiquant en cela sévèrement Proudhon, notamment dans une lettre où il aurait utilisé pour la 1re fois le terme « libertaire ».
Ce sont dans les seize premiers numéros du Libertaire, journal du mouvement social, que Joseph Déjacque publie en 1857 L’Humanisphère. Utopie anarchique, où il imagine la possibilité future de l’« Harmonie, cette oasis de nos rêves », utopie située en 2858, mille ans après sa rédaction. Cette œuvre, où se croisent des influences fouriéristes, proudhoniennes et romantiques, propose la possibilité d’une future société anarchiste, sans autorité et sans classes sociales. Déjacque y décrit une société où règne une certaine abondance en termes de nourriture et d’alcool, faisant penser à l’abbaye de Thélème de Rabelais, mais aussi l’amour libre où seule l’attraction mutuelle fait loi, et ce en dehors de toute institution. L’Humanisphère constitue une cellule de base de quelques milliers de personnes, initialement assimilée à la commune, qui, en se fédérant, a vocation à s’étendre à l’humanité entière, substituant ainsi le fédéralisme à l’autorité de l’État et la solidarité de l’échange à la concurrence capitaliste.